# ABC der deutschen Wirtschaft
Das ABC der deutschen Wirtschaft ist ein Unternehmen mit Sitz in Darmstadt (GmbH) und eine Datenbank für deutsche Hersteller und Produkte. Als sogenannte Business-to-Business-Suchmaschine richtet es sich primär an gewerbliche Nutzer, die auf der Suche nach Lieferanten sind. Das ABC der deutschen Wirtschaft gehört mit mehr als vier Millionen Einträgen zu den größten Datenbanken dieser Art in Deutschland.

## Geschichte
1949 wurde das ABC der deutschen Wirtschaft in Darmstadt gegründet und entwickelt sich schnell zu einem der größten gedruckten Waren- und Lieferantenverzeichnisse. Im Buch erscheinen Wirtschaftsinformationen über Industriefirmen, Industriedienstleister, Hersteller, Großhändler und Generalimporteure. 1987 kam eine begleitende CD-ROM-Version hinzu, die erstmals eine Suche wie in einer Datenbank erlaubt. 1999 startete die Internetversion. Im August 2004 übernahm die Schober Information Group das im April insolvent gegangene ABC der deutschen Wirtschaft.
Im Juli 2007 kaufte die Bisnode Gruppe über ihre Tochter Hoppenstedt Holding das ABC der deutschen Wirtschaft von der Schober Information Group. 2009 konnten Unternehmen erstmals ihre Einträge selbst bearbeiten. Buch und CD-Version erschienen im selben Jahr zum letzten Mal.
Im Juli 2012 traf Bisnode mit der niederländischen Avant Invest B.V. eine Vereinbarung über den Verkauf seiner Tochter ABC der deutschen Wirtschaft GmbH. Avant Invest ist bereits Eigentümerin der ABC-Gesellschaften in Belgien, Luxemburg und den Niederlanden.
Am 1. Januar 2022 wurde die deutsche Tochter ABC der deutschen Wirtschaft im Rahmen eines Asset Deal an die Berliner System- und Softwarehaus Gruppe Bitstore verkauft. Innerhalb der Bitstore-Gruppe wurde die ABC in das Dorstener Softwarehaus Riff-Systemhaus integriert.

## Datenbank und Systematik
In der Datenbank sind mehr als vier Millionen Unternehmen mit Anschrift verzeichnet. Damit ist sie eine der größten deutschen Unternehmensdatenbanken – das statistische Bundesamt weist nach seiner Zählweise für 2007 knapp 3,6 Millionen Unternehmen aus.
Jedem Unternehmen sind eine oder mehrere Produkt- beziehungsweise Dienstleistungskategorien zugeordnet, von denen es mehr als 120.000 gibt. Unternehmen können ihren Eintrag selbst bearbeiten und dabei sowohl die Kategorien zuordnen, als auch Geschäftstätigkeit, Kennzahlen und wichtige Ansprechpartner erfassen. Zusätzlich gibt es die Möglichkeit, Informationsmaterial wie Broschüren oder Produktfotos hochzuladen. Alle Einträge werden zusätzlich von ABC-Mitarbeitern redaktionell überprüft und ergänzt.

## Geschäftsmodell
Die Datenbank steht im Internet jedermann zur kostenlosen Nutzung zur Verfügung. Auch Firmeneinträge sind grundsätzlich kostenlos. Das Unternehmen finanziert sich aus sogenannten Premiumeinträgen, bei denen Unternehmen für besondere Leistungen zahlen. Hierzu gehört vor allem die hervorgehobene Platzierung des Firmeneintrages bei Suchergebnissen und die Belegung zusätzlicher Produktkategorien.